# مارک سوبیسکی
مارک سوبیسکی (به انگلیسی: Marek Sobieski)، زیسته (۲۴ مه ۱۶۲۸ تا ۳ ژوئن ۱۶۵۲) یک لهستانی نجیب زاده و از وابستگان شلختا بود. او (مستأجر سرزمین‌های سلطنتی) از لوبلین کنونی و یاوارو در مرکز لهستان، و برادر بزرگترِ ژان سوم سوبیسکی شاه لهستان است. مارک سوبیسکی از کالج نودورسکی در کراکوف و آکادمی کراکوف فارغ‌التحصیل شد، پس از آن برای تحصیل به اروپای غربی سفر کرد. پس از بازگشت به لهستان در سال ۱۶۴۸ او در برابر کازاک‌ها و تاتارها در بَرَش و برستچکو در رابطه با قیام خملنیتسکی جنگید. او در جنگ با تاتارها در ۱۶۵۲ به اسارت گرفته شد و سپس در ۲۴ سالگی به دست کازاکها کشته شد. در کودکی مادرش زفیا، اغلب او و برادرش را به مقبرهٔ پدر بزرگ او استانیسلاو ژوکیوسکی ملقب به «سردار ارشد تاج‌وتخت» که در نبرد ستورا در ۱۶۲۰ کشته شده بود می‌بُرد. زوفیا به پسرانش کتیبهٔ روی قبر جد بزرگ خود را می‌آموخت که:
"O quam dulce et decorum est pro patria mori!" چه شیرین و با شکوه است که برای میهن میرند!

## در ادبیات لهستان
زندگی مارک سوبیسکی توسط هنریک سینکیه‌ویچ در کتاب با آتش و شمشیر در (۱۸۸۴)، آنتونی یوزبی بالیکی در زی زاکا به کِرُل در (۱۹۳۶) و یچک کمودا نویسنده و تاریخ‌نگار لهستانی در رمان بوهوم (۲۰۰۶) به تصویر کشیده شده‌است.